# 配克
配克（英語：peck）是英制容量单位。1配克相当于2干量加仑或8干量夸脫。在美国，配克已不被广泛使用，但在计量苹果等农产品时仍然会被用到。

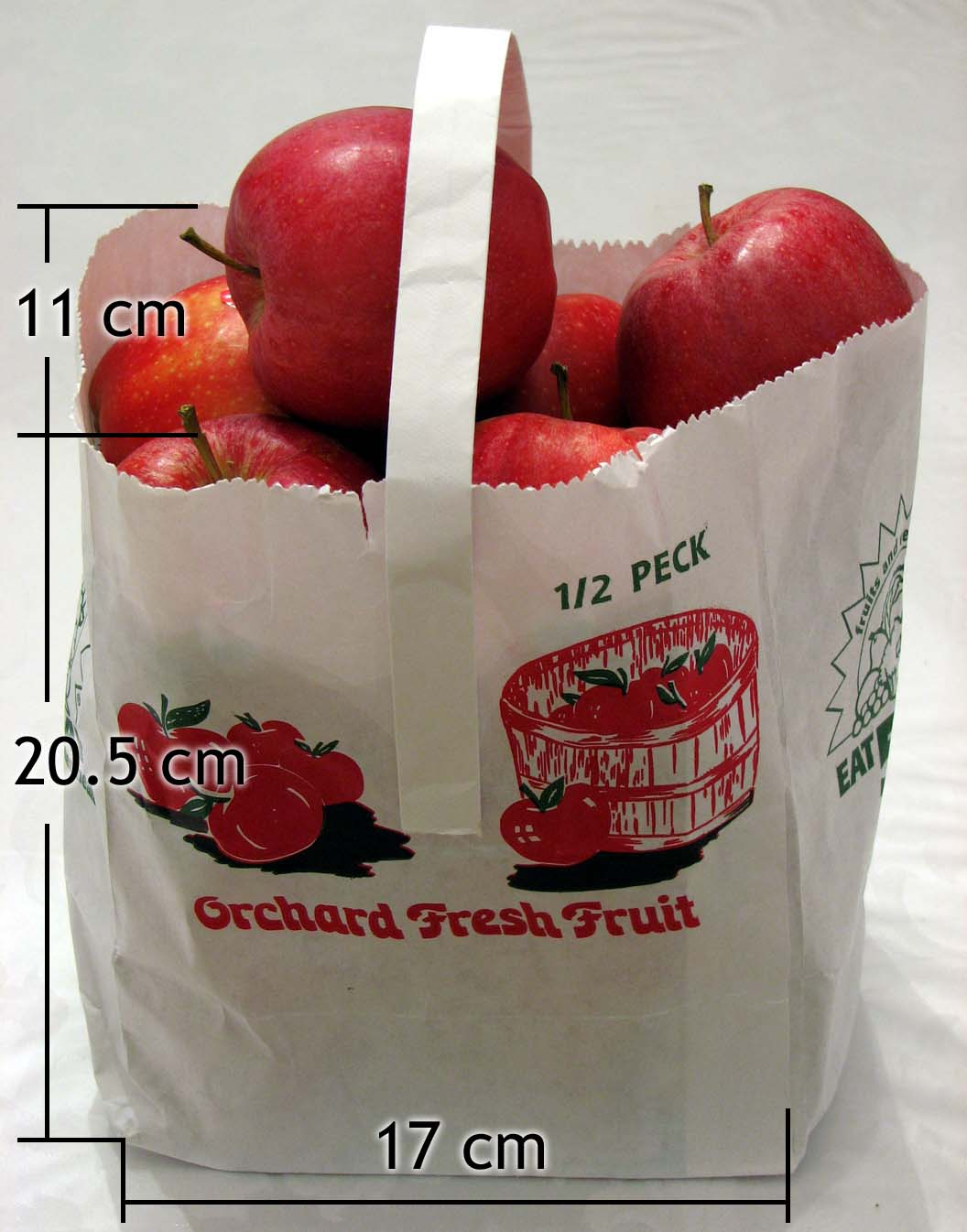
1/2 配克的袋装苹果

## 转换
英制单位：
1 英制配克 = ¼ 英制蒲式耳 = 2 英制加仑 = 8 英制夸脱 = 16 英制品脱 = 320 液盎司 = 9.09218 公升

美制单位：
1 美制配克 = ¼ 美制蒲式耳 = 2 美制加仑 = 8 美制干量夸脱 = 16 美制干量品脱 = 8.80976754172 公升

## 另見
- 英制单位